# Омский государственный музыкальный театр
«Омский государственный музыкальный театр» — один из ведущих театров города Омска, в репертуаре которого музыкальные произведения разных жанров, от классической оперы до новаторского балета.

## История
Омский театр музыкальной комедии был основан в 1946 году по распоряжению Совета Народных Комиссаров РСФСР. Творческой базой театра стала группа актёров из Сталинградского театра. Первым директором стал Егинтов А. Ю., музыкальным руководителем Палей Д. Л., а главным художником был Б. С. Марин, главным режиссёром был А. Н. Орлов, руководитель балетного цеха была ведущая солистка Ленинградского Малого оперного театра Н. И. Калашникова, а на работу с хором был приглашён педагог Омского музыкального техникума Е. В. Калугина, первым художественным руководителем стал народный артист Таджикской ССР, заслуженный артист Узбекской ССР Л. Н. Ицков.
Торжественное открытие театра, разместившегося в бывшем здании Общественного собрания (памятник архитектуры XIX в, ул. Ленина, д.25), состоялось 24 мая 1947 года. За свои постановки театр неоднократно получал премии и награды.
В 1981 году театр приобрёл статус музыкального театра, а вскоре переехал в новое здание, торжественное открытие которого состоялось 29 января 1982 года.
В 1990 году директором театра стал Б. Л. Ротберг. В это время начались зарубежные поездки. Кроме выступлений в городах России и республик бывшего СССР, коллектив и его солисты побывали в Китае, Швейцарии, США, Израиле, Германии, Японии, Чехии.
В 2017 году должность директора заняла Н. А. Бут

## Ведущие мастера сцены

### Кумиры прошлых лет[5]
- Блохина Надежда, солистка-вокалистка, заслуженная артистка РСФСР (1922—2011)
- Боброва Татьяна, концертмейстер (1936—2020)[6]
- Бржезинская Ольга, солистка-вокалистка (1934—2022)
- Бродская Людмила, солистка-вокалистка, заслуженная артистка РФ (1951—1922)
- Варнавин Игорь, солист-вокалист, заслуженный артист РСФСР (1941—2022)
- Владимир Володин, солист-вокалист, заслуженный артист РСФСР (1912—1975)
- Дёмина Евфалия, солистка-вокалистка, заслуженная артистка РСФСР (1946—1978)
- Карпович Олег, солист балета, заслуженный артист РФ (1955—2014)
- Котов Георгий, солист-вокалист, народный артист РСФСР (1940—2017)
- Лавров Виктор, солист-вокалист, заслуженный артист РСФСР (1920—1971)
- Лаврова Маргарита, солистка-вокалистка, заслуженная артистка РСФСР (1928—2022)
- Ошкуков Владимир, солист-вокалист, заслуженный артист РФ (1938—2017)
- Салеидзе Георгий, солист-вокалист, заслуженный артист РФ (1931—2021)
- Тулупова Валентина, солистка балета, заслуженный деятель искусств РСФСР (1914—2003)
- Хворостяной Сергей, солист-вокалист (1927—2018)
- Шевченко Борис, солист-вокалист и режиссёр театра, заслуженный артист РСФСР (1940—2007)

### Современная труппа
- Боброва Татьяна, режиссёр, заслуженная артистка РФ
- Миллер Владимир, солист-вокалист, заслуженный артист РФ
- Мотовилов Анатолий, солист-вокалист, заслуженный артист РФ
- Никеев Владимир[7], солист-вокалист, народный артист РФ
- Трусова Ирина[8], солистка-вокалистка, заслуженная артистка РФ
- Флягин Сергей[9], солист балета, заслуженный артист РФ
- Хмыров Александр, солист-вокалист, заслуженный артист РФ
- Шершнёва Валентина, солистка-вокалистка, народная артистка РФ

## Постановки (оперетты, оперы и балеты)
| Год  | Название                  | Композитор                   |
| ---- | ------------------------- | ---------------------------- |
| 1947 | «Яблоко любви»            | Р. Хейф                      |
| 1947 | «Кораллина»               | Константин Листов            |
| 1947 | «Верный друг»             | Василий Соловьёв-Седой       |
| 1947 | «Аршин Мал-алан»          | Узеир Гаджибеков             |
| 1947 | «Запорожец за Дунаем»     | Семён Гулак-Артемовской      |
| 1948 | «Вольный ветер»           | Исаак Дунаевский             |
| 1948 | «Сорочинская ярмарка»     | Алексей Рябов                |
| 1948 | «Свадьба в Малиновке»     | Борис Александров            |
| 1950 | «Чудесный край»           | Алексей Рябов                |
| 1950 | «Трембита»                | Юрий Милютин                 |
| 1951 | «Рядом с тобой»           | Борис Александров            |
| 1953 | «Самое заветное»          | Василий Соловьёв-Седой       |
| 1956 | «Поют сталинградцы»       | Константин Листов            |
| 1957 | «Поцелуй Чаниты»          | Юрий Милютин                 |
| 1958 | «Свадьба в Малиновке»     | Борис Александров            |
| 1958 | «Фонари-фонарики»         | Юрий Милютин                 |
| 1959 | «Белая акация»            | Исаак Дунаевский             |
| 1960 | «Рассвет над Иртышом»     | Евгений Родыгин              |
| 1961 | «Цирк зажигает огни»      | Юрий Милютин                 |
| 1961 | «Кошкин дом»              | Павел Вальдгардт             |
| 1962 | «Севастопольский вальс»   | Константин Листов            |
| 1962 | «Ошибка Наташи»           | Григорий Минх                |
| 1963 | «Счастье трудных дорог»   | Евгений Родыгин              |
| 1964 | «Сердце балтийца»         | Константин Листов            |
| 1965 | «Особое здание»           | Анатолий Новиков             |
| 1968 | «Снежная королева»        | Кристиан Синдинг, Нильс Гаде |
| 1969 | «Таинственная незнакомка» | Григорий Минх                |
| 1971 | «Василий Тёркин»          | Анатолий Новиков             |
| 1972 | «Сорочинская ярмарка»     | Алексей Рябов                |
| 1973 | «Восемнадцать лет»        | Василий Соловьёв-Седой       |
| 1974 | «Левша»                   | Владимир Дмитриев            |
| 1975 | «Севастопольский вальс»   | Константин Листов            |
| 1982 | «Травиата»                | Джузеппе Верди               |
| 1983 | «Эсмеральда»              | Цезарь Пуни                  |
| 1984 | «Севильский цирюльник»    | Джоаккино Россини            |
| 1984 | «Барышня и хулиган»       | Дмитрий Шостакович           |
| 1986 | «Паяцы»                   | Руджеро Леонкавалло          |
| 1986 | «Золотой телёнок»         | Тихон Хренников              |
| 1986 | «Конёк-горбунок»          | Родион Щедрин                |
| 1987 | «Жизель»                  | Адольф Адан                  |
| 1988 | «Евгений Онегин»          | Пётр Чайковский              |
| 1989 | «Лебединое озеро»         | Пётр Чайковский              |
| 1991 | «Ромео и Джульетта»       | Сергей Прокофьев             |